# Hansabank
Hansabank — банк, действовавший в Эстонии, Латвии и Литве. Принадлежал шведскому банку FöreningsSparbanken/Swedbank. В соответствии с решением, принятым группой Swedbank 15 сентября 2008 года, все филиалы Hansabank в 2009 году были переименованы в Swedbank.

## История
История Hansabank Group восходит к 1 июля 1991 года, когда Hansapank начал действовать как филиал Tartu Kommertspank (Тартуский коммерческий банк) в Эстонии. Официально Hansapank начал самостоятельную деятельность 10 января 1992 года. Hansabank был основан в Эстонии Ханнесом Тамъярвом, Юри Мыйсом, Райном Лыхмусом и Хелдуром Мееритсом.
В следующем году банк создал свою первую дочернюю компанию AS Hansa Liising, которая занималась продажей лизинговых продуктов. В 1995 году Hansabank также открыл филиал в Риге, а также открылось дочернее предприятие Hansa Leasing Latvia. В 1996 году была образована Hansabank Group, и за счёт слияния с немецко-латвийским банком (Deutsche-Lettische Bank) латвийские потребительские банковские услуги Hansabank были расширены.
В 1996 году Hansabank открыл филиал в крупнейшей стране Балтии, Литве. В отличие от Эстонии и Латвии, первой компанией, созданной в Литве, была Hansa Leasing. В 1996 году на базе подразделения финансовых рынков банка был создан Hansabank Markets; это подразделение занималось финансовыми рынками стран Балтии. Именно в этот ранний период быстрого роста американский инвестор и магнат Рэймонд Стейплс стал одним из первых западных инвесторов, приобретших значительную долю в ныне открытых акциях банка. 1998 год знаменует собой период слияний в истории банка. В апреле 1998 года Hansabank объединился с Eesti Hoiupank . В июне 1998 года холдинговая компания Hansa Leasing Group, Hansa Capital и Hoiupanga Liising (Hoiupank Leasing) подписали соглашение о продаже. В сентябре 1998 года Hansabank Latvia и Zemes Banka, дочерняя компания Hoiupank, подписали соглашение о слиянии.
В том же году шведский FöreningSparbanken (в настоящее время Swedbank) приобрёл более 50 % акций Hansabank посредством эмиссии акций. В 2005 году Swedbank сделал миноритарным акционерам предложение о выкупе, и на сегодняшний день Hansabank является дочерней компанией группы Swedbank.
В июле 1999 года литовское дочернее предприятие Хансабанка Hansabankas открыло свои двери для клиентов в Вильнюсе, добавив коммерческие банковские услуги к услугам, предоставляемым Hansabank Group в Литве.
10 марта 2005 года Hansabank успешно завершил сделку по приобретению расположенного в Москве ОАО «Квестбанк», который некоторое время работал под брендом «Хансабанк», но затем был переименован в «Swedbank».

## Национальные названия и ребрендинг в Swedbank
Hansabank работал под названиями: Hansapank (в Эстонии), Hansabanka (в Латвии), Hansabankas (в Литве) и Hansabank на международном уровне.
| Бизнес-единица     | Сфера деятельности                                                                                         |
| ------------------ | --- |
| Хансапанк, Эстония | Розничный бизнес, Корпоративный бизнес, Управление активами, Управление инвестициями, Лизинг (в рассрочку) |
| Хансабанка, Латвия | Розничный бизнес, Корпоративный бизнес, Управление активами, Финансовые рынки, Лизинг (в рассрочку)        |
| Хансабанкас, Литва | Розничный бизнес, Корпоративный бизнес, Управление активами, Лизинг (в рассрочку)                          |

Источник: Hansabanka
Источник: Hansabank Group
Шведская банковская группа Swedbank приобрела 50 % акций группы в 1998 году. Сейчас ему принадлежит 100 % Hansabank.
В странах Балтии основным конкурентом Hansabank Group является шведская банковская группа SEB, которой принадлежат SEB Eesti Ühispank, SEB Unibanka и SEB Vilniaus bankas .
После принятия решения о ребрендинге банка под названием Swedbank ряд филиалов был переименован в Swedbank. Юридическое название банка изменилось весной 2009 года, а весь процесс смены бренда был завершён к осени 2009 года.

## Споры
В 1994 году часть средств от незаконной продажи и незаконных поставок российского оружия в рамках иракской программы «Нефть в обмен на продовольствие» прошла через HansaBank в Эстонию.